# إيراد معطوفات
إيراد المعطوفات هو عند البلغاء أن يؤتى بألفاظ في مصراع أو بيت واحد معطوفة كلها بعضها على بعض.

## أمثلة
ليدم لك الجمال والكمال والجلال

كما هو إحسانك وإكرامك وجودك 